# Vladimír Hönig
Vladimír Hönig (* 14. Januar 1920 in Plzeň; † 8. April 1999) war ein tschechischer Fußballspieler.

## Vereinskarriere
Hönig spielte zunächst für Viktoria Pilsen, 1941 wechselte der Angreifer zum Ligakonkurrenten SK Baťa Zlín, wo er zu den besten Stürmern der Liga gehörte. Seine 25 Treffer in der Spielzeit 1942/43 reichten dennoch nicht für die Torjägerkanone, Josef Bican war mit 39 Toren unerreichbar.
Nach dieser Saison ging Hönig zurück nach Plzeň und trug mit 24 Toren zum vierten Platz der Mannschaft bei. Nach dem Ende des Zweiten Weltkriegs blieb der Stürmer zunächst bei Viktoria Pilsen, Anfang 1946 ging er jedoch abermals nach Zlín. Bei dem Klub, der sich später in Jiskra Gottwaldov umbenannte, beendete er Mitte der 1950er-Jahre seine Karriere.
Hönig schoss für Baťa Zlín in 80 Erstligaspielen 84 Treffer. Mit 139 Erstligatoren insgesamt ist er Mitglied im Klub ligových kanonýrů.

## Nationalmannschaft
Hönig spielte 1946 ein Mal für die Tschechoslowakei. Bei der 0:2-Niederlage gegen die jugoslawische Nationalmannschaft kam der Stürmer 90 Minuten zum Einsatz.